# 荒木五郎
荒木 五郎（あらき ごろう、1894年（明治27年）1月31日 - 1972年（昭和47年）10月4日）は、大日本帝国陸軍軍人。中国名を黄慕（ほあんも）とし、張作霖軍事顧問、張学良親衛隊隊長、奉天軍少将。長崎県生まれ。

## 来歴・人物
麴町尋常高等小学校から仙台陸軍幼年学校に進む。陸軍中央幼年学校を経て陸軍士官学校（27期）を1915年（大正4年）5月25日に卒業、760人中40番の成績であった。同年12月25日に陸軍砲兵少尉に任官される。その後、大陸への雄飛を夢見て張作霖の軍事顧問となった。

## 参考
- 林青梧『黄土の碑―関東軍に刃むかう日本人』光風社書店 1973
- 文藝春秋『「文藝春秋」にみる昭和史〈第1巻〉』文藝春秋 1988
- 臼井勝美、NHK取材班『張学良の昭和史最後の証言』角川書店 1995